# Checker Patrol
Checker Patrol fue una banda cómica de black metal formada por los miembros de la banda alemana Assassin, y dos componentes de la banda noruega Mayhem: Euronymous y Necrobutcher.

## Discografía
Demo
- Metalion in the Park - 1986

1. Jagermeister - 2:07
2. Barbeque Of Hell - 1:43
3. Checker Patrol - 1:55
4. Ritze Ratze Rotze - 2:03
5. Metalion In the Park - 2:16
6. Fuck Off And Die - 1:33
7. Satan Dies In Hell - 0:41

## Miembros
- Jørn Stubberud (Necrobutcher) - Bajo
- Øystein Aarseth (Euronymous) - Guitarra
- Markus "Lulle" Ludwig - Bajo
- Michael "Micha" Hoffman - Guitarra
- Robert Gonnella - Vocal